# Kyryło Błonski
Kyryło Błonski (ur. 1803 w Utoropach, zm. 30 czerwca 1852 w Pistyniu) – ksiądz greckokatolicki, ukraiński działacz społeczny, poseł do parlamentu austriackiego w 1848.
Święcenia kapłańskie przyjął w 1828. Działacz ukraińskiego odrodzenia narodowego w Galicji. Opracowywał ukraińską gramatykę, pisał wiersze, zajmował się zbieraniem pieśni ludowych w okolicach Stanisławowa.
W 1848, podczas Wiosny Ludów, został wybrany posłem do parlamentu austriackiego.